# بیجو فیلیپس
 بیجو فیلیپس (انگلیسی: Bijou Phillips؛ زاده ۱ آوریل ۱۹۸۰) یک هنرپیشه، مانکن (فرد)، و خواننده-ترانه‌سرا اهل ایالات متحده آمریکا است. وی از سال ۱۹۹۶ میلادی تاکنون مشغول فعالیت بوده‌است.
از فیلم‌های معروف او می‌توان به بازی در فیلم در زیرزمین و چرخش اشاره کرد.